# Santiago Escudero y Blasco
Santiago Escudero y Blasco (ca. 1870-post. 1931) fue un bibliotecario de Alfonso XIII de España.

## Servicio en la Real Biblioteca
Tras cursar Filosofía y Letras, en 1897 gana una plaza de oficial tercero en el Cuerpo de Archivos, Bibliotecas y Museos, con destino en la Biblioteca Nacional de España. El uno de abril de 1911 entró en la Real Biblioteca de Madrid recomendado por el entonces marqués de Viana, José de Saavedra y Salamanca, caballerizo y montero mayor de Alfonso XIII. Sustituía a Ramón Menéndez Pidal, que dejaba la vacante de auxiliar temporero, lo que hoy se llama becario, y que se había ocupado de las crónicas reales manuscritas. El uno de diciembre de 1918, en una amplia remodelación de la plantilla que hubo ese año, al jubilarse José María Nogués, es oficial temporero y en 1924 ya es oficial de planta. Bajo la dirección del conde de Las Navas, Juan Gualberto López-Valdemoro y de Quesada, bibliotecario mayor, compartirá plantilla con Miguel Gómez del Campillo, Miguel Velasco y Aguirre y con Augusto Fernández de Avilés y García-Alcalá. Hasta 1931 perteneció a la Real Biblioteca, debiendo dejarla ese verano al aplicarse la ley de la II República del 15 de junio que impedía que los funcionarios del Estado pertenecieran a la extinta Casa Real y Patrimonio.